# Кендзо Танге
 Тази статия е за японския архитект.  За българския филм вижте Кендзо Танге (филм).  
Кендзо Танге (на японски: 丹下健三; на английски: Kenzo Tange) е японски архитект.
Носител на архитектурната награда „Прицкер“ за 1987 година, Танге е сред най-значимите архитекти от втората половина на ХХ век. Характерният му стил, комбиниращ традиционни японски мотиви с модернизъм може да бъде видян в проектираните от него обекти на пет континента. Той е и активист на стилистичното движение „структурализъм“.
Повлиян в младежките си години от Льо Корбюзие, Кендзо Танге излиза на преден план през 1949 г., когато печели конкурса за проектиране на мемориалния парк в Хирошима.

## Биография
Роден е на 4 септември 1913 г. в Осака, Япония. Ранното му детство преминава в градовете Ханку (част от Ухан) и Шанхай в Китай. След завършване на основното си образование, Танге отива в Хирошима през 1930 г., където постъпва в гимназия. Там той попада за първи път на работите на френския модернист Льо Корбюзие. В едно чуждестранно списание открива чертежи от проекта за Двореца на Съветите, което го вдъхновява да се запише на курс за подготовка за архитектурно образование. След дипломирането в гимназията, Танге прекарва две години в опити да влезе в университета. В крайна сметка през 1935 г. той става студент в Инженерния факултет на Токийския университет.
След приключване на образованието си, Кендзо Танге постъпва на работа като архитект в бюрото на Кунио Маекава. Докато е в редиците на агенцията, той пътува до Манджурия във връзка с конкурс за сграда на Националната банка. Някъде по това време избухва Втората световна война. Танге напуска бюрото на Маекава и продължава обучението си като аспирант в „Имперския университет“, където остава до края на военните действия. През този период той развива интереса си към урбанизма и градоустройството.
През 1946 г. Танге става доцент и отваря „Лаборатория Танге“. През 1963 г. той е избран за професор в отдела по урбанизъм. Сред неговите студенти са бъдещите звезди на японската и световна архитектура – Кишо Курокава, Арата Исозаки, Сачио Отани и Фумихико Маки.
След Скопското земетресение от 1963 година, в 1965 година Танге прави новото урбанистично решение на новия център на Скопие. Танге е председател на Японо-македонското дружество за приятелство и сътрудничество.
Кендзо Танге е и проектант на сградата на българското посолство в Токио.
Умира на 22 март 2005 година в Токио на 91-годишна възраст.

## Избрани творби
- 1955: Мемориален музей на мира в Хирошима
- 1957: (бивша) Сграда на токийската столична община, Юракучо, Токио
- 1958: Източни офиси на сградата на управата на префектура Такамацу, Кагава
- 1960: Сграда на общината на Курашики, Курашики, префектура Окаяма
- 1964: Спортната зала „Yoyogi“ за летните олимпийски игри, Токио
- 1964: Римокатолическа катедрала „Сейнт Мери“, Токио
- 1966: Общ устройствен план за преустройство на Скопие, Северна Македония, тогава част от Югославия след земетресението от 1963 г.
- 1967: Кулите на Фиера (Областна администрация на Емилия-Романя), Болоня, Италия
- 1970: Общ устройствен план и централна символна част на Expo '70, Суита, префектура Осака
- 1970: Librino New Town Project, Катания, Италия
- 1977: Sogetsu Kaikan, Аояма, Токио
- 1979: Сграда на модна къща „Ханае Мори“, Аояма, Токио
- 1982: Централен район на новата федерална столица на Нигерия, Нигерия
- 1986: Нанянски технологичен университет, Сингапур
- 1986: OUB Център, Сингапур
- 1987: Централа на Американската медицинска асоциация, Чикаго, САЩ
- 1991: Сграда на токийската столична община, Шинюку, Токио
- 1992: UOB Плаза, Сингапур
- 1996: Централа на Телевизия „Фуджи“, о-в Одайба, Токио
- 1998: Университет на Бахрейн, Сахир, Бахрейн
- 1998: Център за здравни грижи WKC, Кобе
- 2000: Административна сграда на управлението в префектура Кагава
- 2000: Tokyo Dome Hotel
- 2003: The Linear – Апартаментна сграда, Сингапур
- 2005: Интернат на колежа „Хва Чонг“, Сингапур

## Галерия
- Мемориален музей на мира в Хирошима (1950)
- Източни офиси на сградата на управата на префектура Такамацу, Кагава (1958)
- Спортната зала „Yoyogi“ за олимпийските игри в Токио (1964)
- Катедралата „Сейнт Мери“ в Токио (1964)
- Палата на Висшия съд на Пакистан (1965)
- Grand Prince Hotel Akasaka (1982)
- OUB Център, Сингапур (1986)
- Централа на Американската медицинска асоциация, Чикаго (1990)
- UOB Плаза, Сингапур (1992)
- Централа на Телевизия „Фуджи“, о-в Одайба, Токио (1996)
- Централни офиси на сградата на управата на префектура Кагава (2000)
- Издателски център „Шизуока“ в Токио